# 距離 (競馬)
本項では、競馬の競走を行う距離について概説する。

## 概要
本来、競馬は到達順位を競うものであり、走破時間を争うものではない。したがって重要なのは「どちらが先にゴールしたかを正確に判定すること」にあり、正確に走った距離を計測する必要性は高くはなかった。自然の地形や野山を駆けてゴールを目指すようなクロスカントリーの競走では、走るルートはある程度自由であり、一定の距離というものは存在しない。
やがて競馬が競技として確立し、規則や記録の整備が進むなかで、走破距離の記録も行われるようになった。また、野外の野山を駆けるのでなく、常設の競馬場を走るようになると、競走距離を正確に距離を測ったり、一定の距離を確保することが可能となった。
貴族同士が自ら騎乗して勝負を行い、1対1で賭けを行うというのが競馬の最初期の姿だったが、やがて、賭けの仲立ちをするブックメーカーの出現によって、第三者が賭けに参加することが可能になった。また、馬の優劣に応じてハンデキャップを与え、どの馬も勝つ可能性が同じぐらいになるように調整する手法が確立すると、第三者による賭けは盛んになった。
この結果、興行的な観点から、より早く決着し、より何度も賭けを行うことができるように、競走の距離は次第に短くなってきた。競走馬に対する投資を早期に回収したいという馬主の思惑もこれに拍車をかけた。競馬の誕生・草創の時期から現代をみると、競走距離は常に短縮化の一途をたどっている。このため、ある時代には「短距離」とみなされたものが、次の時代には「長距離」とみなされる。距離の長短は相対的な概念であり、どのぐらいの距離を「長い・短い」と区分するかは、時代や文化、国や競馬施行団体によって大きく異なる。
たとえば、近代競馬の興りとされる17世紀のイギリスでは、1戦6マイル（約10キロメートル）や7マイル（約11キロメートル）の競走を何回戦か行って勝負を決していた。17世紀半ばに創設されたイギリス国内最大の競走であるニューマーケットタウンプレートは、当時の標準的な距離である4マイルのヒート戦だった。18世紀でも5マイルを越えるような競走が当たり前で、中には14マイルの競走の記録も遺されている。イギリスダービーはこの頃に創設されたが、1マイルの競走として創設されたダービーは、当時の基準では『驚くべき短距離』だった。現代のイギリスでは2マイルを越えるような平地競走自体が稀である。
一方、近年には、世界各地の競走馬を一元的な指標で序列づけようとする試みが様々に行われている。その一つがクラシフィケーションである。クラシフィケーションでは、競走馬の評価をするにあたって、距離を5つの区分に分けた。この区分は「1000m - 1300m」というように絶対的な距離を指定するので、相対的な距離区分ではない。この方式（※#SMILE 区分節参照）は国際競走の格付にも採用されており、現代では普及した距離区分である。
競馬が興りしばらくは長距離を走れる馬こそが優秀なサラブレッドであるとされてきたが、時が経つにつれてスタミナだけでなくスピードが求められるようになった。結果、万能思想が広まり、クラシック三冠の中でもバランスに優れるダービーステークスがステータスとして求められるようになった。このレースの距離2400mを血統・生産の重要な指標としてクラシック・ディスタンスと呼称することもあり、凱旋門賞やキングジョージ6世&クイーンエリザベスステークスの距離が2400mに定められたのもこのような背景が存在するといわれる。この万能主義は現代まで根強く、古くからイギリスでは「二歳でコヴェントリ・ステークス(1,200m)を、三歳でダービー(2,400m)を、四歳でアスコット・ゴールド・カップ(4,000m)を勝つのが真の名馬だ」という言葉も残っている。
第二次世界大戦後、アメリカの実利的な競馬がサラブレッド市場の中心として発展すると、万能主義は薄れスピード・短距離化が進むようになる。従来軽視されていた専業スプリンター馬にも価値が見出されるようになるに従って、1970年代あたりから各距離のスペシャリストという概念が生まれ始めた。

## 競走馬の呼称
長距離を走破することを stay、staying などと言い、長距離戦を耐えぬく能力をもった競走馬を「stayer（）」と表現した。どのぐらいの距離を「長距離」とみなすかは、時代や文化によって様々に異なる。4800メートルの競走を勝っても「ステイヤーではない」と言われる時代もあれば、現代のように2400メートルぐらいの競走でも「ステイヤーだ」と言われることもある。
一方、短い距離で能力を発揮するものを sprint、sprinter（）と表現した。より長い距離を克服することが是とされる競馬文化圏では、スプリンターは「スタミナの足りない馬」とみなされてきた。この場合も、どのぐらいの距離を「短距離」とするかは時代や文化によって異なる。
例えば日本では1955年から最良スプリンターという賞を選定してきたが、受賞馬の中には2000メートル前後の距離で最も活躍したようなものも多くいる。これは、当時の価値基準としては2400メートルや3200メートルの競走が根幹的な距離であり、これと比較して2000メートルや1800メートルの競走は短距離であるという考え方に拠っている。
長距離戦を耐える（英: staying）能力と、短距離戦を勝つ能力（英: sprint、スプリント能力）は相反するものではなく、異なる距離でそれぞれの能力を併せ持つとされるものも少なくなかった。
これに対して、近年確立した距離区分である「SMILE」では、スプリント距離を1300メートル以下と規定しているので、これに基づけば「スプリンター」は1300メートル以下の距離を得意とする競走馬ということになる。
近年では、「ステイヤー」は専ら長距離だけを得意とするもの、「スプリンター」は専ら短距離だけを得意とするもの、とそれぞれ特化したものとして扱われる場合が多い。これらとは別に1マイルの距離を得意とする「マイラー」という表現もある。「マイラー」は、その得意とする距離を「1マイル」に限定しているという意味で、長距離・短距離のように相対的な概念ではない。

## 距離の表記法
競馬は、最も初期の形態としては、はっきりとした距離を定めた競走ではなかったと考えられている。つまり、「この丘から向こうの教会の前で」というような形で勝負が行われ、綿密に距離を計測して行うようなものではなかった。
競馬がスポーツとして様々な規則が整備されていく過程で、勝負の形態が一定の距離を争うものに変化した。

### ヤード・ポンド法採用国
競馬の発祥の地であるイギリスはヤード・ポンド法を採用しており、イギリスでは現在もヤード・ポンド法で行われている。競馬の競走の距離としては、1マイルを基準とした様々な距離がある。
競馬の距離を表記するやりかたとしては、これにハロンを併用することで、様々な距離を表現する。同じ距離でも、マイルを主体とするか、ハロンを主体とするかで異なった表記が可能である。
- 1マイルは1760ヤード
- 1ハロンは220ヤード 8ハロン＝1760ヤード＝1マイル
- 1ヤードは30フィート

### メートル法採用国
一方、フランス、ドイツや日本などメートル法採用の国ではレースの距離はメートル法で規定する。
それぞれ、メートル法を採用するまではヤード・ポンド法で競走を行っていた時代もある。

### ヤード・ポンドとメートルの換算
1マイルを正確にメートル換算すると1609.344メートルであるが、メートル法採用国の多くでは、1600メートルの競走を「1マイル」と称している。また、メートル法採用国の競走をヤードポンド法採用国で紹介する際にも、しばしば1600メートル＝1マイルと概算で換算して紹介される場合が多い。
この場合、厳密には、1マイルは1760ヤード、1600メートルは1750ヤードに相当するので、10ヤード（＝30フィート＝約9.1メートル）の誤差がある。1600メートルは約0.9942マイルである。

### 表記例
| マイル     | 英語表記の例                                    | ハロン   | メートル （概算） | メートル （小数第2位） | 備考                                 |
| ---------- | ----------------------------------------------- | -------- | ----------------- | ---------------------- | ------------------------------------ |
| 6マイル    | 6 miles                                         | 48ハロン | 9600m             | 9656.06m               |                                      |
| 5マイル    | 5 miles                                         | 40ハロン | 8000m             | 8046.72m               |                                      |
| 4マイル    | 4 miles                                         | 32ハロン | 6400m             | 6437.38m               |                                      |
| 3マイル    | 3 miles                                         | 24ハロン | 4800m             | 4828.03m               |                                      |
| 2マイル1/2 | 2 miles and a half、 2-1/2 miles など           | 20ハロン | 4000m             | 4023.36m               |                                      |
| 2マイル1/4 | 2 miles and a quater、 2-1/4 miles など         | 18ハロン | 3600m             | 3621.02m               |                                      |
| 2マイル1/8 | 2 miles and a furlong、 2-1/8 miles など        | 17ハロン | 3400m             | 3419.86m               | かつて日本では「二哩一分」と言った。 |
| 2マイル    | 2 miles                                         | 16ハロン | 3200m             | 3218.69m               |                                      |
| 1マイル3/4 | a mile and 3 quaters 1 mile and 6 furlongs など | 14ハロン | 2800m             | 2816.35m               |                                      |
| 1マイル1/2 | a mile and a half 1.5miles など                 | 12ハロン | 2400m             | 2414.02m               |                                      |
| 1マイル1/4 | a mile and a quater                             | 10ハロン | 2000m             | 2011.68m               |                                      |
| 1マイル1/8 | 9 furlongs                                      | 9ハロン  | 1800m             | 1810.51m               | かつて日本では「一哩一分」と言った。 |
| 1マイル    | a mile                                          | 8ハロン  | 1600m             | 1609.34m               |                                      |
| 3/4マイル  | 6 furlongs                                      | 6ハロン  | 1200m             | 1207.01m               |                                      |
| 5/8マイル  | 5 furlongs                                      | 5ハロン  | 1000m             | 1005.84m               |                                      |

このほか日本では明治時代などには尺貫法に基づき町や、間が用いられていた時期もある。

### イギリスの競走
イギリスでは、現代でもしばしば正式な文書で「約10ハロン」というような表記が行われる。サンダウン競馬場のG1競走エクリプスステークスは、一般には「約10ハロン（1マイル1/4、あるいは1マイル2ハロン）」（約2011メートルに相当）と公称するが、より正確には1マイル1ハロン209ヤード（約2002メートル）である。ほかにも、イギリスで行われる競走は、ダービー（エプソム競馬場の12ハロン6ヤード）、セントレジャー（ドンカスター競馬場の14ハロン115ヤード）、インターナショナルステークス（ヨーク競馬場の10ハロン56ヤード）のように、半端な距離で行われるものがある。ダービーは、元来伝統的に「12ハロン」とされてきたスタート位置とゴール位置を近年に測量しなおしてみると、実際には誤差があったものである。その際に、12ハロンに合わせてスタートやゴールを移動することなく、伝統的なスタート位置やゴール位置をそのまま残したことで半端な距離で行われることになった。19世紀ごろまではスタートの方法がバリヤー式やフラッグ式であり、終盤まではゆっくりと走るレース形態も相まって、スタートでの多少の距離の差異は無視できる程度だったのである。世界最古の重賞競走といわれるセントレジャーは創設当初2マイルであったが、スタートしてすぐコーナーを曲がるので、やがてコーナーを曲がり切ったところからのスタートに変更になり、距離が少し短くなったが半端な距離であるのを認識したままで長い歴史を刻んでいる。また比較的歴史の浅いインターナショナルステークスでも「10ハロン」になお88ヤードの距離があるのは、誤差にしては数字が大きいので、このあたりにイギリス人の距離に対する考え方が窺える。
かつては今ほど厳密に距離を数値化していなかった。初期の形態では、スタートとゴールが定まっていれば、その間の距離がどうであれ、勝敗を決することはできたからである。競馬が広まり、記録や出版が行われるようになっても、変わらなかった。18世紀や19世紀の新聞や資料では、競走の開催や結果の告知・報道の際は、「ニューマーケット競馬場のケンブリッジシャーコースで施行」とだけ表記されていた。「ケンブリッジシャーコース」のように表記するだけでスタート地点とゴール地点が一意に定まり、距離を表記する必要はなかった。のちに距離を数値で表現するようになったあとも、こうした表現は一部で残っており、現代では「400メートル地点で」と表現するところを「シティアンドサバーバンコース（のスタート地点）のあたりで」という表現が行われた。また、「1マイル+1ディスタンス(a mile and a distance)」という表現も行われた。例えば、かつて秋のニューマーケット競馬場の名物競走だったケンブッリジシャーハンデキャップは「ケンブリッジシャーコースで施行」と告知される。ケンブリッジシャーコースは「直線走路の最後の1マイル+1ディスタンス(the last mile and a distance,straight)」と定義されていた。「1ディスタンス (a distance)」というのは240ヤードに相当し、「1マイル240ヤード＝1マイル1ハロン20ヤード」となる。これはかつてヒート競走が行われていた頃の名残りである。
ヒートレースでは1着馬から240ヤード以上遅れると失格になるため、ゴールから240ヤード手前に「ディスタンスポール」という棒が設置されており、そこに審判がいて判定を行っていた。現代のイギリスでは、30馬身（おおよそ240フィート＝80ヤードに相当）以上の着差を正式に「大差（1ディスタンス (a distance) ）」という。

## 平地競走
さまざまな競走を分類して、長距離や短距離に区分する方法は、時代や文化によって異なる。国内の競走が全体的に短い距離に傾倒している国もあれば、長い距離に傾倒している国もある。数の上では短い距離が多くても、上級戦・大レースは長距離で行うような場合もある。

### 平地競走の距離の区分

#### ドサージュ理論のBICSP
血統理論の一つであるドサージュ理論では、競走馬を短距離から長距離まで5区分に類型化する。詳しくは、競走馬の血統#スティーヴ・ローマンの改良型ドサージュ理論を参照。

#### 日本におけるかつての区分
日本での近代競馬は、軍馬育成の名目で創設された。このため、競走馬には長距離かつ高負荷を与えて選抜することが求められてきた。戦後まもない時期には馬不足から一時的にこうした制約が廃されたが、後に競走距離設定基準が設けられ、競走馬の適性に応じつつ、競走馬の生産育成を誘導する施策が取られた。これは、馬の成長とともに徐々に距離を伸ばしていくことを目的に設定されている。
2013年現在の競馬法施行令（1948年に制定されたもの）では、平地競走は600メートル以上で行うこととされ、最低距離だけが定められている。日本中央競馬会（JRA）の競馬施行規程では、2歳馬は800メートル以上、3歳以上の馬は1000メートル以上とされている。
1971年当時の設定基準では、
- 短距離 - 1200メートル以上、1600メートル以下
- 中距離 - 1600メートル超、2200メートル以下
- 長距離 - 2200メートル超

とされている。これらの分類に基づき、全体の平均が1800メートルになるように競馬番組が構成された。
一方、出走馬の距離割増手当は、2000メートル以上の競走で交付され、2000メートル、2000メートル超2200メートル以下、2200メートル超の3区分となっている。

#### SMILE区分
ワールド・ベスト・レースホース・ランキングでは競走馬の能力を数値化するため、下記のように距離区分を5つに分けてレーティングの発表を行っている。
| 文字 | 元の語           | 距離 (m)                           |
| ---- | ---------------- | ---------------------------------- |
| S    | sprint（）       | 1000 - 1300（北米では1000 - 1599） |
| M    | mile（）         | 1301 - 1899（北米では1600 - 1899） |
| I    | intermediate（） | 1900 - 2100                        |
| L    | long（）         | 2101 - 2700                        |
| E    | extended（）     | 2701 以上                          |

これらの頭文字をとって SMILE と称される。SMILE 区分では、日本の競走距離設定基準では「中距離」に区分される1600 - 1899メートルは「マイル」であり、一方で中距離の2101 - 2200メートルは「ロング」に相当する。日本でもJRAをはじめ、国際グレードを取得した競走ではSMILE区分に基づくプレレーティングやレーティングが行われている。

#### 「超短距離」
日本の地方競馬では、2011年から「超短距離」と称して1000メートル以下の競走を組み合わせた「地方競馬スーパースプリントシリーズ」を開催している。
ここで言う「超短距離」の定義は、それぞれの競馬場で、コーナー（カーブ）を1度だけ通過して施行できる最短距離の競走とされている。この「超短距離」という概念は興行上の宣伝文句であり、広く普及した距離区分とは言いがたい。
この定義に従うと、「超短距離」は、名古屋競馬場では800メートル、川崎競馬場では900メートル、荒尾競馬場では950メートル、門別競馬場や船橋競馬場では1000メートルに相当する。しかし、この定義は競馬場の施設に依存する相対的な距離区分である。たとえばイギリスのニューマーケット競馬場にこの定義を当てはめると、2000メートル級の「超短距離」競走が可能になる。

### そのほかの用語
- クラシック距離（クラシック・ディスタンス） - イギリスダービーに代表されるクラシック競走で採用されている1マイル半＝12ハロン（約2400メートル）のこと。アメリカではクラシック戦が主に9ハロンから10ハロンで行われるので、アメリカでは9 - 10ハロンの距離を表す。

- チャンピオン距離（チャンピオン・ディスタンス） - チャンピオンステークスに代表される、1マイル1/4＝10ハロン（約2000メートル）のこと。「チャンピオンを決める基本的な距離」の意味で6ハロン、1マイル、10ハロン、12ハロンなどの根幹的な距離の総称として用いられることもある。

### 距離と走破タイム
同じ距離で行われたからといって、同距離の競走を2つ取り出してその優劣を比較することは困難である。
たとえば、走破距離が等しくとも、その競走を行う競馬場ごとにコースの形態は大きく異なって千差万別である。通過するコーナー（カーブ）の緩急や回数、コースの高低差は、競走馬に与える負荷を大きく変動させる。この傾向は特にヨーロッパで顕著で、たとえば、イギリスダービーを行うエプソム競馬場の12ハロン（イギリスダービーの距離）コースでは、道中に40メートルを越す高低差がある。一方、フランスダービーを行うシャンティイ競馬場の道中の高低差は10メートルほどである。日本ダービーを行う東京競馬場の高低差は2メートルである。したがって、単に同じ2400メートルであるというだけでこれらの競馬場の走破タイムを同列に比較することは難しい。
競走馬の走らせ方も異なっている。特に競馬発祥地のイギリスで顕著だが、長い距離を走る場合には、序盤から終盤まではキャンター（駆歩）という、ほどほどの速力で走り、終盤だけギャロップ（襲歩）で走るのがふつうであった。このやり方は「走破タイム」は全く顧みておらず、あくまでも「到達順位」を争うためのものであった。したがって、19世紀までは、タイムの計測自体がほとんど行われていなかったし、その後も正確なタイムの測定に対するニーズは低かった。優勝馬にしか賞金が出ないような競走の場合、勝負付けが済んでしまった後は全速力を出す意味が無いので、勝ち馬も2着以下のものも、ゴール前ではキャンターで済ますような例は、現代でもよくみられる。
競馬は第一義には到達順位を競うものであり、その過程では様々な不確定要素が影響を与え合う。最も上級の競走馬を集めた競走と、低劣な競走馬を集めた競走で、後者のほうが走破タイムが早いということは往々に起こりうる。そのため、競馬では一般的に、走破所要タイムよりも、どんな相手と争ったかが重視される傾向にある。
一般に、ヨーロッパ競馬では走破タイムは重視されず、着差が重要である。一方、アメリカでは競馬場が画一的に設計され、馬場状態の変化が少ないダート競馬が主流のため、異なる競馬場での走破タイムの比較が容易である。そのためアメリカでは走破タイムが重視される傾向にある。

#### 助走距離
実際の競馬の競走では、公式発表されている距離よりも、実際にはわずかに長い距離を走ることが多い。この距離は助走距離と呼ばれており、競走馬が静止状態からスタートして加速するまでの数メートルに設定されている。一般には中央競馬の場合、発走時にスターティングゲートからほぼ5メートル前の内ラチ側に紅白の細い立棒が設置されていて(これがゴールから逆算した正確なスタート地点)、その内側に黄色い旗を頭上に振り上げている係員が立っている。そしてスタートして最初に飛び出した馬の鼻面がその紅白の立棒と重なる時に、係員が黄色い旗を振り下ろし、それを確認した係員が計測をスタートする。この他、スタートラインに設けられた赤外線センサーによる自動ストップウォッチも併用されている。
助走距離を設定せず、スターティングゲートから即座に距離計測が開始されるような競馬場もある。たとえば同じ2400メートルでも、助走距離を設定せず速度ゼロからの計時と、5メートルの助走距離を走って加速した状態から始まる2400メートル（つまりこの場合実際には2405メートルを走り、後半の2400メートルの走破時計を計測している）とでは、走破時計に差が出るのは自明である。

## 障害競走
- 日本では、競馬施行規程により障害競走の最低距離は2000メートルと定められている。

- 障害競走が盛んなイギリスやアイルランドでは、2マイル（約3218メートル）以上で行われるのが基本である。特に知られている競走であるグランドナショナルは4マイル2ハロン74ヤード（約6907メートル）である。

- フランスでは障害競走は最低距離が3500メートルとなっており、4000メートル級の競走も珍しくない。クロスカントリータイプの競走の場合には4000メートルを超える。特に著名な競走としては、賞金1億円を超えるパリ大障害が6000メートルなどとなっている。

## ばんえい競馬
ばんえい競走は日本独自の競走である。2013年現在は、公式競技（帯広競馬場1か所のみ）では一律200メートルである。

## 繋駕競走・速歩競走
繋駕競走・速歩競走では、距離とともに「単位距離の速度」も重視される。
- フランス国内で最大の競馬の競走は繋駕速歩のアメリカ賞とされている。アメリカ賞は2700メートルで行われる。
- 日本国内でかつて行われていた時代には、4000メートル程度の競走が主流だった。
- 繋駕競走が盛んな国の一つであるニュージーランドでは、3200メートル（約2マイル）のニュージーランド・トロッティングカップや2700メートルのグレートノーザンダービーのように、1マイル半から2マイルの高額賞金の大レースがたくさん行われている。競走全体としては1マイル以上の距離で開催される。